# Tabanus minuscularius
Tabanus minuscularius är en tvåvingeart som beskrevs av Austen 1912. Tabanus minuscularius ingår i släktet Tabanus och familjen bromsar. Inga underarter finns listade i Catalogue of Life.